# Grohe
Ne doit pas être confondu avec Hansgrohe.
Grohe est un fabricant allemand de produits sanitaires pour la cuisine et la salle de bains créé en 1936. Il est depuis un des leaders mondiaux dans ces secteurs.
Le siège statutaire mondial du groupe se situe à Hemer et le siège administratif à Düsseldorf en Allemagne. En 2015, la société emploie au total 6 000 personnes à travers le monde dont 2 300 en Allemagne et 100 en France et affiche un chiffre d'affaires de 1 300 millions d'euros.

## Histoire
La société nait en 1911 sous le nom de Berkenhoff & Paschedag, à Hemer en Allemagne. Elle est rachetée en 1936 par Friedrich Grohe qui avait auparavant travaillé pour la marque de sanitaire Hansgrohe, entreprise de ses parents créée en 1901. À l'époque, les systèmes de robinetterie et en particulier les systèmes de douche sont un privilège réservé aux personnes aisées. La vocation de Grohe est alors de rendre un matériel sanitaire de qualité accessible à tous. L'entreprise connait un franc succès, et les premières commandes hors de l'Allemagne sont enregistrées peu avant la Seconde Guerre mondiale, en 1938. Dix ans plus tard, l'entreprise est renommée Friedrich Grohe Armaturenfabrik et en 1961, la première filiale étrangère de Grohe est établie en France. En 1968, Friedrich Grohe vend 51 % des parts de la société à International Telephone and Telegraph (ITT).
Les années 1970 marquent l'expansion de Grohe à travers le monde. Ainsi, l'entreprise ouvre successivement des filiales aux États-Unis, au Royaume-Uni, aux Pays-Bas et en Belgique. Dix ans plus tard, en 1983, Friedrich Grohe s'éteint et ses héritiers rachètent les parts détenues par ITT. La société est ensuite renommée Friedrich Grohe AG et devient une société publique, ce qui lui permet de réaliser plusieurs fusions et acquisitions avec notamment l'acquisition de 50 % des parts de GROME Marketing Cyprus Ltd en 1993 et la fusion avec le groupe allemand Dal/Rost en 1994[source insuffisante]. En 2004, 100 % des parts de Grohe sont détenues par Texas Pacific Group & CSFB.
En 2012, Grohe est de nouveau le leader du secteur sanitaire avec une croissance de 20 % par rapport à 2011. Le groupe détient 8 % des parts de marché de son secteur dans le monde, 25 % en France et 18 % en Allemagne. Grohe AG appartient en quasi-totalité au groupe Grohe Holding GmbH, détenu par des investisseurs.
En septembre 2013, le japonais Lixil a racheté 87,5 % du groupe allemand Grohe pour 3,06 milliards de dollars.
En septembre 2017, Grohe a été nommé dans le classement « Change the World » du magazine de business et management Fortune comme l'une des cinquante entreprises internationales mettant en œuvre une stratégie ayant un impact positif pour la société.

## Implantation
Grohe a des bureaux dans 130 pays, principalement :
- France, Courbevoie (depuis 1961) ;
- Autriche, Vienne (depuis 1965) ;
- Italie, Cambiago (depuis 1967) ;
- Pays-Bas, Zoetermeer (depuis 1973) ;
- États-Unis, Bloomingdale (depuis 1975) ;
- Belgique, Winksele (depuis 1979) ;
- Espagne, Barcelone (depuis 1984) ;
- Canada, Mississauga (depuis 1984) ;
- Japon, Tokyo (depuis 1991) ;
- Danemark, Værløse (depuis 1993) ;
- Chypre, Nicosie (depuis 1993 ;
- Singapour (depuis 1994) ;
- Pologne, Varsovie (depuis 1995) ;
- Chine, Shanghai (depuis 2001) ;
- Suisse, Wallisellen (depuis 2001) ;
- Russie, Moscou (depuis 2003).

### Monde
Grohe est leader mondial en ce qui concerne les produits sanitaires avec 8 % de parts de marché. Le groupe est présent dans plus de 130 pays et possède cinq usines de production : trois en Allemagne, une au Portugal, une en Thaïlande.

### France

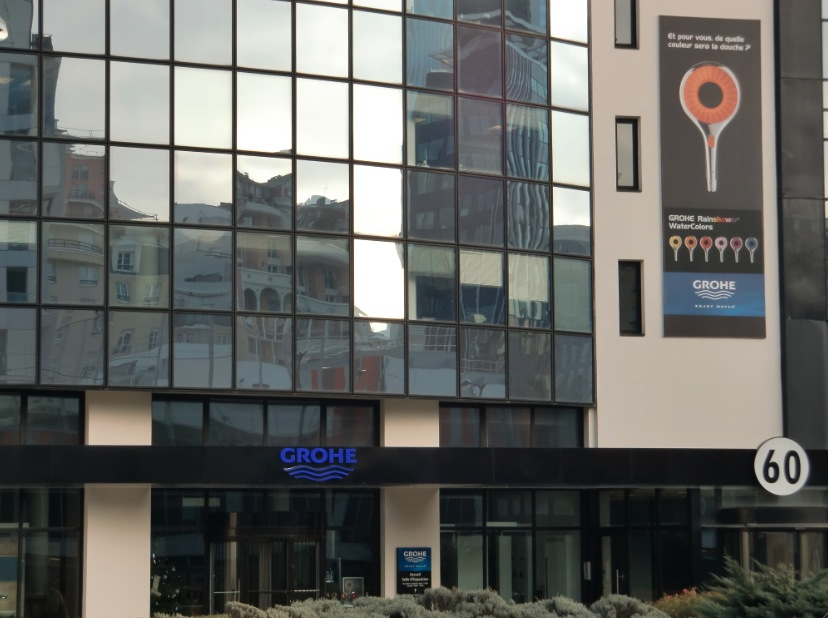
Siège de Grohe en France, au nord de La Défense, plus importante implantation du groupe.

La filiale française de Grohe, basée à Courbevoie, près de La Défense, dans les Hauts-de-Seine, est la plus importante du groupe. Elle emploie 120 personnes, avec un chiffre d'affaires de 159 millions d'euros 2018. 

## Récompenses
La marque Grohe s'est vu attribuer des récompenses. En voici une liste non exhaustive[source insuffisante] :
- Red Dot Design Award : Grohe Ondus (2007), Grohe Rainshower Icon (2009), Grohe Eurosmart S+E (2011)[3]  ;
- iF Design : Grohe Allure (2007), Grohe Grohtherm 3000 Cosmopolitan (2009), Grohe Europlus (2010), Grohe Concetto (2011), Grohe Allure Brillant (2012) ;
- Good Design USA : Grohe Lineare (2006), Grohe Rainshower (2010) ;
- Design Plus : Grohe Ondus (2007), Grohe Rainshower Icon (2011) ;
- Green Good Design : Grohe Blue (2010), Grohe Digital Collection (2011).